# US5
US5 是一个流行男孩乐队与不同国籍的成员。该乐队起源于 2005 年德国 RTL II 电视真人秀节目《Big in America》，并于同年 6 月在 Lou Pearlman 的 Transcontinental 厂牌中首次亮相。 US5 凭借他们的第一张专辑 《Here We Go》 在整个中欧取得了成功，此后又创下了几张热门唱片。

## 演艺歷程

### Big In America 和第一张单曲发行
这五名男性乐队成员由美国男孩乐队制作人 Lou Pearlman 组建，并在由七集组成的 RTL-II 电视连续剧 Big in America 中进行国际营销。该组合 - 两名美国人、两名德国人和一名英国人 - 直接针对最大的音乐市场。 《Big in America》 于 2005 年 5 月和 6 月播出后，单曲 《Maria》 于 7 月初发行，以第二名的成绩进入德国单曲榜并保持第一名长达四个星期。另一首单曲《Just Because of You》、《Come Back to Me Baby》和《Mama》也位列排行榜前五，第一张专辑《Here We Go》也是如此，该专辑获得了金奖和白金奖。

### In Control专辑发行
尽在掌握 在 2006 年 5 月的 《Here We Go - Part 2》巡演之后，US5 越来越多地在国外巡演，以确立自己作为国际乐队的地位。他们由一个摄像团队陪同，跟随该团队展示他们在美国大片的职业生涯，从而提供进一步的广告。该节目于2006年夏天播出。2006年9月，第一支单曲玛丽亚在英国发行，并连续一周进入前40名。该单曲已在俄罗斯、波兰或捷克共和国等一些中欧和东欧国家发行。 2006年10月，US5在德国发行了他们的第五支单曲《In the Club》。这是他们第二张专辑  《In Control》 的第一张专辑，该专辑于 11 月底发行，与第一张专辑相比在音乐上取得了重大进步。可以看到由R'n'B塑造的“US5风格”。在这张专辑中，除了已经参与第一张专辑的歌曲创作的 Jay 之外，其他乐队成员首次参与了歌曲的作曲和创作。单曲进入排行榜第二，专辑进入第六。

### 2007 年和米克尔离开
2007 年 1 月发行的第二张单曲《One Night with You》在德国单曲榜上名列第二。 2007年初，第一张专辑在波兰经过四个星期的认证；第二个在 2 月通过发布前的预购达到黄金状态。凭借她于 2007 年 6 月发行的单曲《Rhythm of Life》，这是一首快节奏的歌曲，他们连续第七次进入德国排行榜的前五名。 US5 致力于拓展他们的国际职业生涯，并在亚洲举办了多次宣传活动和电视节目，例如在日本和台湾，确实如此。 2007 年 10 月，米克尔宣布离开乐队，开始单飞生涯。不久之后，Vincent Tomas 被介绍为新的 US5 成员。他们覆盖了 Bee Gees 的 《Too Much Heaven》。

### 文斯和伊兹的离开和复出
2008年，US5发行单曲《Round and Round》和《The Boys Are Back》（为歌舞青春3）。他们甚至发行了名为《Around The World》的专辑。
2008 年 8 月，宣布克里斯因健康原因离开乐队。截至 2008 年 11 月，Cayce Clayton 是 US5 的第五位成员。 2009 年 2 月，Vincent Tomas 最初与 Izzy 一起离开了乐队，但 Izzy 在 3 月中旬回归。新乐队成员 Jayson Pena 再次出现在 We Are Family 特别版 Make US5 中。 2009年底，Triple-M的管理层因没有成功而决定解散乐队。

## 音乐作品

### 专辑
2005: "Here We Go"
2006: "In Control"
2007: "In Control-Reloaded"
2008: "Around The World"
2009: "Back Again"

### 歌曲
2005: "Maria"
2005: "Just Because Of You"
2006: "Come Back to Me Baby"
2006: "Mama"
2006: "In The Club"
2007: "One Night With You"
2007: "Rhythm Of Life"
2007: "Too Much Heaven"
2008: "Round & Round"
2008: "The Boys Are Back"
2009: "Anytime"